# Lindsey Davis
Lindsey Davis (* 21. August 1949 in Birmingham) ist eine britische Schriftstellerin, die vor allem für ihre historischen Kriminalromane um den römischen Privatermittler Marcus Didius Falco bekannt ist.

## Leben und Wirken
Nach einem Studium der Englischen Literatur am College Lady Margaret Hall (Universität Oxford) trat sie in den Staatsdienst ein, den sie nach dreizehn Jahren wieder verließ. Nachdem ein von ihr geschriebener Liebesroman beim Wettbewerb um den Georgette Heyer Historical Novel Prize 1985 den zweiten Platz erreicht hatte, entschied sie sich für eine Karriere als Schriftstellerin und schrieb zunächst Fortsetzungs-Liebesromane für die britische Frauenzeitschrift Woman’s Realm.
Ihr Interesse für Geschichte und Archäologie führte zu einem historischen Roman über den römischen Kaiser Vespasian und seine Geliebte Antonia Caenis (The Course of Honour, dt. Die Gefährtin des Kaisers), für den sie aber keinen Verleger fand. Sie versuchte es erneut mit einem in der gleichen Epoche spielenden Kriminalroman, The Silver Pigs (dt. Silberschweine). Diesem 1989 erschienenen, sehr erfolgreichen Roman um den fiktiven römischen Ermittler Marcus Didius Falco ließ sie bis 2010 neunzehn Fortsetzungen und ein Begleitbuch folgen. Auch ihr zuerst geschriebener Roman um Vespasian erschien schließlich 1998 im Druck.
Nach zwei anderen historischen Romanen, die 2009 und 2012 erschienen, begann Davis 2013 eine neue Serie historischer Kriminalromane um die römische Ermittlerin Flavia Albia, Falcos Adoptivtochter.

## Auszeichnungen
- 1999 Ellis Peters Historical Dagger für Two for the Lions (dt. Den Löwen zum Fraß)
- 2002 Herodotus Award der US-amerikanischen The Historical Mystery Appreciation Society (HMAS) in Anerkennung des bisherigen literarischen Lebenswerkes
- 2011 Cartier Diamond Dagger lifetime achievement award, höchste Auszeichnung der britischen Crime Writers’ Association (CWA) für das bisherige Lebenswerk eines Autors bzw. einer Autorin

## Werke (Auswahl)
- Marcus Didius Falco–Reihe

1. The Silver Pigs. Pan Books, London 1990, ISBN 0-330-31183-2.
Deutsch: Silberschweine. Droemer Knaur, München 1996, ISBN 3-426-63082-6 (übersetzt von Reinhard Kaiser).
2. Shadows in Bronze. Pan Books, London 1991, ISBN 0-330-31184-0.
Deutsch: Bronzeschatten. Droemer Knaur, München 1998, ISBN 3-426-71105-2 (übersetzt von Christa E. Seibicke).
3. Venus in Copper. Hutchinson, London 1991, ISBN 0-09-174818-6.
Deutsch: Kupfervenus. Droemer Knaur, München 1999, ISBN 3-426-63149-0 (übersetzt von Christa E. Seibicke)
4. The Iron Hand of Mars. Hutchinson, London 1992, ISBN 0-09-175333-3.
Deutsch: Eisenhand. Droemer Knaur, München 1997, ISBN 3-426-63042-7 (übersetzt von Christa E. Seibicke)
5. Poseidon’s Gold. Century Books, London 1992.
Deutsch: Poseidons Gold. Droemer Knaur, München 1997, ISBN 3-426-63095-8 (übersetzt von Christa E. Seibicke).
6. Last Act in Palmyra. Arrow Books, London 1995, ISBN 0-09-983180-5.
Deutsch: Letzter Akt in Palmyra. Droemer Knaur, München 1998, ISBN 3-426-63079-6 (übersetzt von Susanne Aeckerle)
7. Time to Depart. Arrow Books, London 1996, ISBN 0-09-933881-5.
Deutsch: Gnadenfrist. Droemer Knaur, München 1998, ISBN 3-426-63113-X (übersetzt von Susanne Aeckerle)
8. A Dying Light in Corduba. Arrow Books, London 1996, ISBN 0-09-933891-2.
Deutsch: Zwielicht in Cordoba. Droemer Knaur, München 2002, ISBN 3-426-63107-5 (übersetzt von Susanne Aeckerle)
9. Three Hands in the Fountain. Arrow Books, London 1998, ISBN 0-09-979951-0.
Deutsch: Drei Hände im Brunnen. Droemer Knaur, München 2003, ISBN 3-426-62516-4 (übersetzt von Susanne Aeckerle)
10. Two for the Lions. Arrow Books, London 1999, ISBN 0-09-979961-8.
Deutsch: Den Löwen zum Fraß. Droemer Knaur, München 2001, ISBN 3-426-66069-5 (übersetzt von Susanne Aeckerle)
11. One Virgin Too Many. Arrow Books, London 2000, ISBN 0-09-979971-5.
Deutsch: Eine Jungfrau zuviel. Droemer Knaur, München 2004, ISBN 3-426-62674-8 (übersetzt von Susanne Aeckerle)
12. Ode to a Banker. Arrow Books, London 2001, ISBN 0-09-929820-1.
Deutsch: Tod eines Mäzens. Droemer Knaur, München 2005, ISBN 3-426-62944-5 (übersetzt von Susanne Aeckerle)
13. A Body in the Bath House. Arrow Books, London 2002, ISBN 0-09-929830-9.
Deutsch: Eine Leiche im Badehaus. Droemer Knaur, München 2006, ISBN 3-426-63360-4 (übersetzt von Susanne Aeckerle)
14. The Jupiter Myth. Arrow Books, London 2003, ISBN 0-09-929840-6.
Deutsch: Mord in Londinium. Knaur, München 2006, ISBN 3-426-63236-5 (übersetzt von Susanne Aeckerle)
15. The Accusers. Century Books, London 2003, ISBN 0-7126-2556-9.
Deutsch: Tod eines Senators. Knaur, München 2007, ISBN 978-3-426-63662-6 (übersetzt von Susanne Aeckerle)
16. Scandal Takes a Holiday. Century Books, London 2004, ISBN 0-7126-2587-9.
Deutsch: Das Geheimnis des Scriptors. Knaur, München 2009, ISBN 978-3-426-50259-4 (übersetzt von Susanne Aeckerle)
17. See Delphi and Die. Century Books, London 2005, ISBN 0-7126-3728-1.
Deutsch: Delphi sehen und sterben. Knaur, München 2010, ISBN 978-3-426-50260-0 (übersetzt von Susanne Aeckerle)
18. Saturnalia. Century Books, London 2007, ISBN 978-1-84605-034-3.
Deutsch: Mord im Atrium. Knaur, München 2011, ISBN 978-3-426-50261-7 (übersetzt von Susanne Aeckerle)
19. Alexandria. Century Books, London 2009, ISBN 978-1-84605-287-3.[1]
20. Nemesis. Century Books, London 2010, ISBN 978-1-84605-612-3.[1]

- [ohne Zählung]: Falco. The Official Companion. Century Books, London 2010, ISBN 978-1-84605-673-4.[1]

- Flavia Albia-Reihe

1. The Ides of April. Hodder & Stoughton, London 2013, ISBN 978-1-4447-5581-7.
2. Enemies at home. Hodder & Stoughton, London 2014, ISBN 978-1-4447-6660-8.
3. Deadly Election. Hodder & Stoughton, London 2015, ISBN 978-1-4447-9422-9.
4. The Graveyard of the Hesperides. Hodder & Stoughton, London 2016, ISBN 978-1-4736-1336-2.
5. The Third Nero. Hodder & Stoughton, London 2017, ISBN 978-1-4736-1341-6.
6. Pandora's Boy. Hodder & Stoughton, London 2018, ISBN 978-1-4736-5863-9.
7. A Capitol Death. Hodder & Stoughton, London 2019, ISBN 978-1-4736-5873-8.
8. The Grove of the Caesars. Hodder & Stoughton, London 2020, ISBN 978-1-5293-7425-4.
9. A Comedy of Terrors. Hodder & Stoughton, London 2021, ISBN 978-1-5293-7432-2.
10. Desperate Undertaking. Hodder & Stoughton, London 2022, ISBN 978-1-5293-5471-3.

Einzelne Titel
- The Course of Honour. Arrow Books, London 1997, ISBN 0-09-922742-8.
Deutsch: Die Gefährtin des Kaisers. Droemer Knaur, München 2002, ISBN 3-426-63108-3 (übersetzt von Susanne Aeckerle)
- Rebels and Traitors. Century Books, London 2009, ISBN 978-1-84605-632-1.
- Master and God. Hodder & Stoughton, London 2012, ISBN 978-1-4447-0732-8.
- A cruel fate. Hodder & Stoughton, London 2014, ISBN 978-1-4447-6317-1.